# Araneus marmoreus
Araneus marmoreus là một loài nhện trong họ Araneidae. 
Có hai hình thức chủ yếu được biết đến. 
Hình thức loài chỉ định có bụng màu cam với màu đen hoặc nâu vân mỡ trong khi var. pyramidatus thì nhạt hơn, đôi khi gần như trắng, đốm đen tối duy nhất hướng tới phía sau của bụng. Hình thức loài chỉ định được tìm thấy trên khắp phạm vi của loài vật này trong khi var. pyramidatus được tìm thấy chỉ ở châu Âu, hai giống hiếm khi tìm thấy nhau. Con cái có chiều dài cơ thể (không kể chân) lên đến 14 mm trong khi con đực có kích thước khá nhỏ hơn 9 mm.
Mạng nhện được giăng ở khu vực thấp trong vùng cây thạch nam và trong khu vực phát quang rừng gỗ.

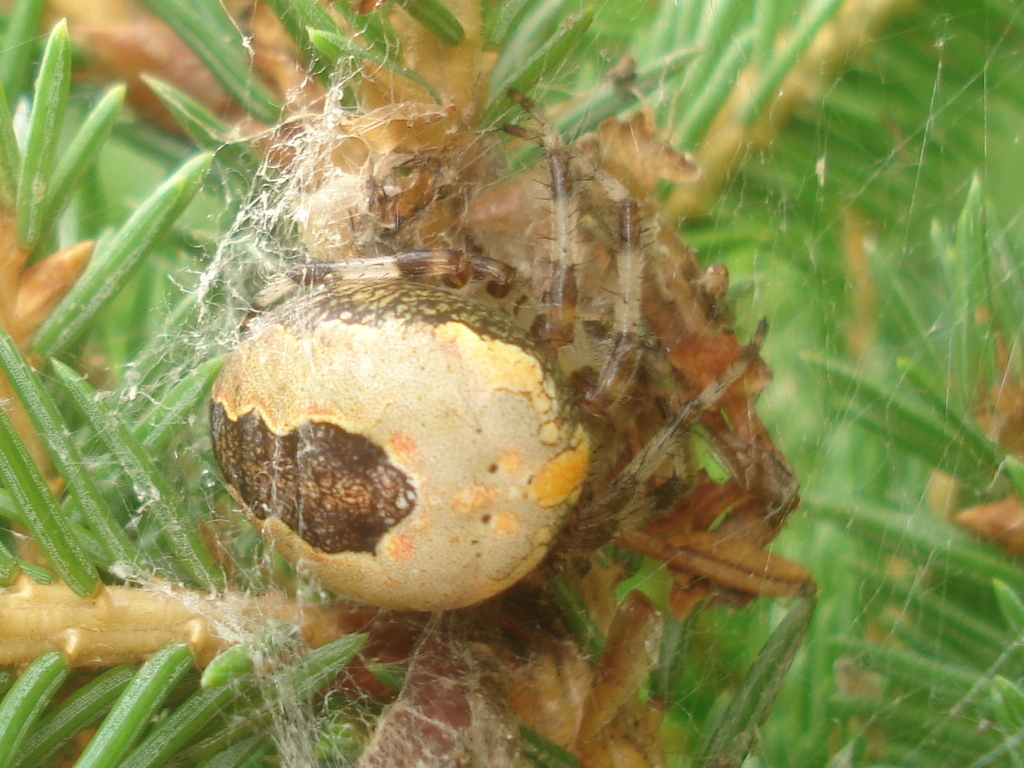
Araneus marmoreus pyramidatus.

## Hình ảnh

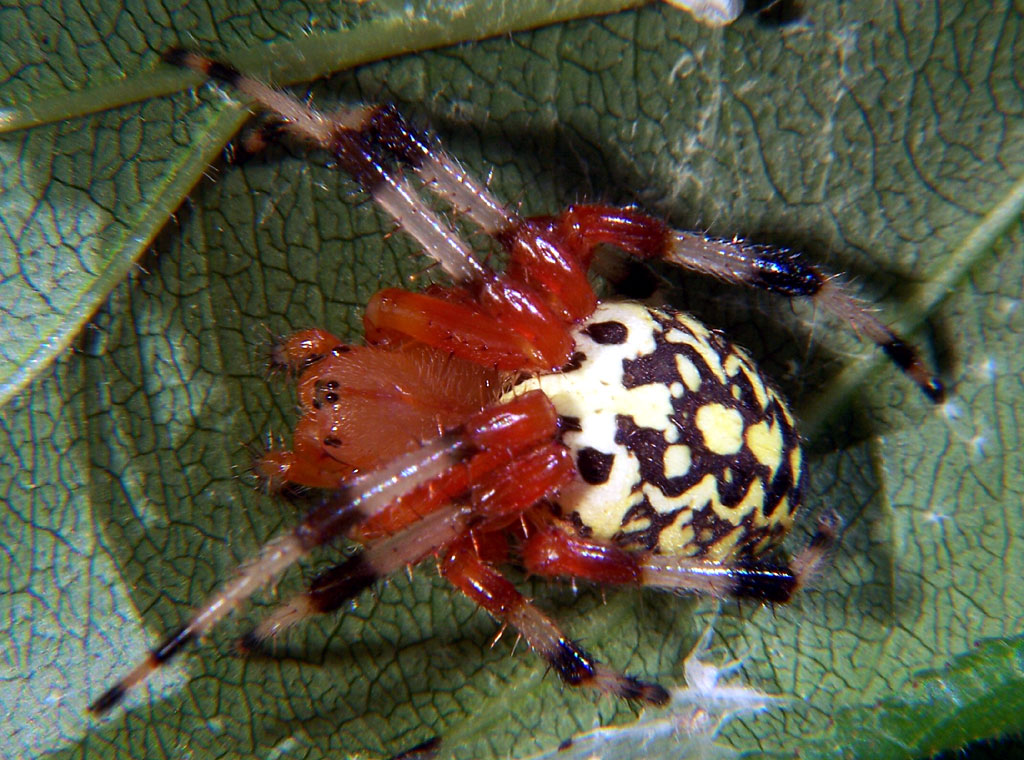
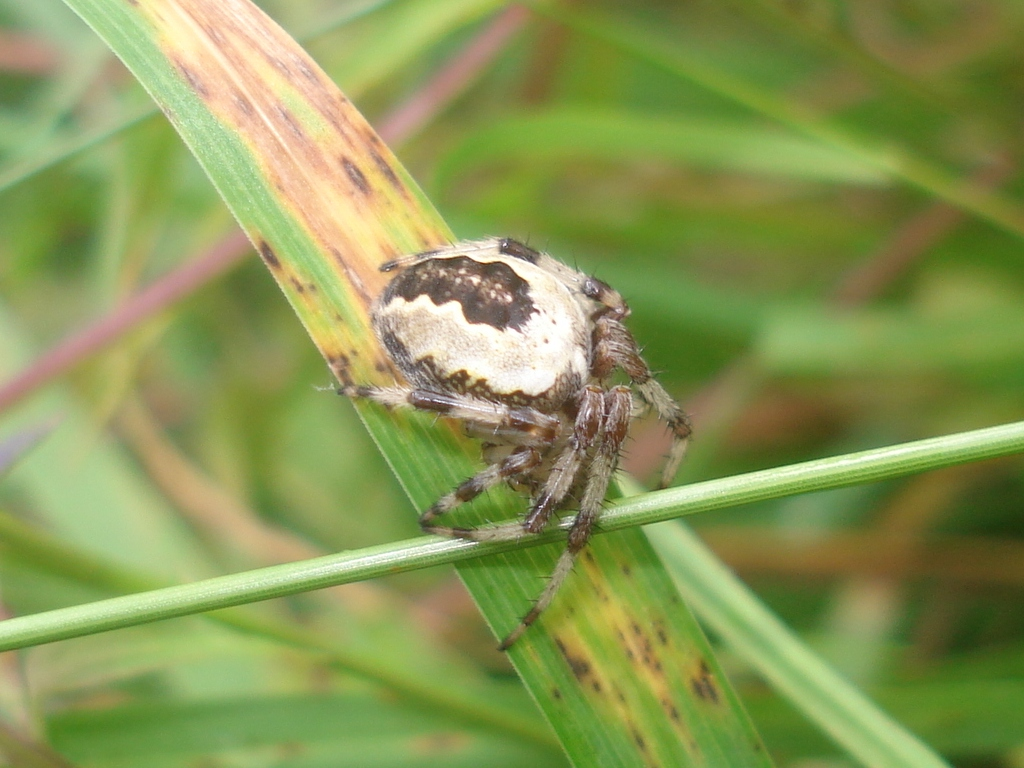
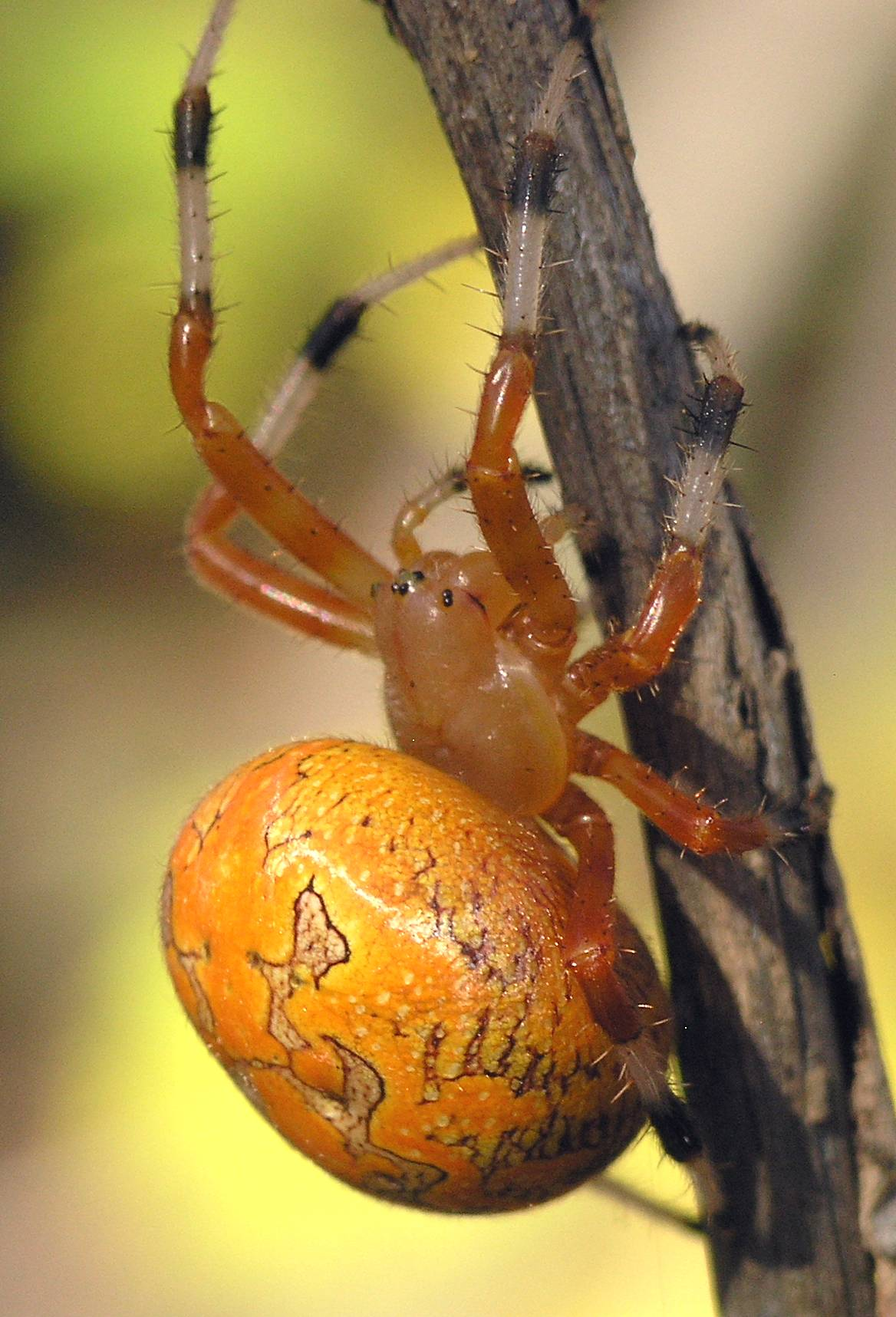
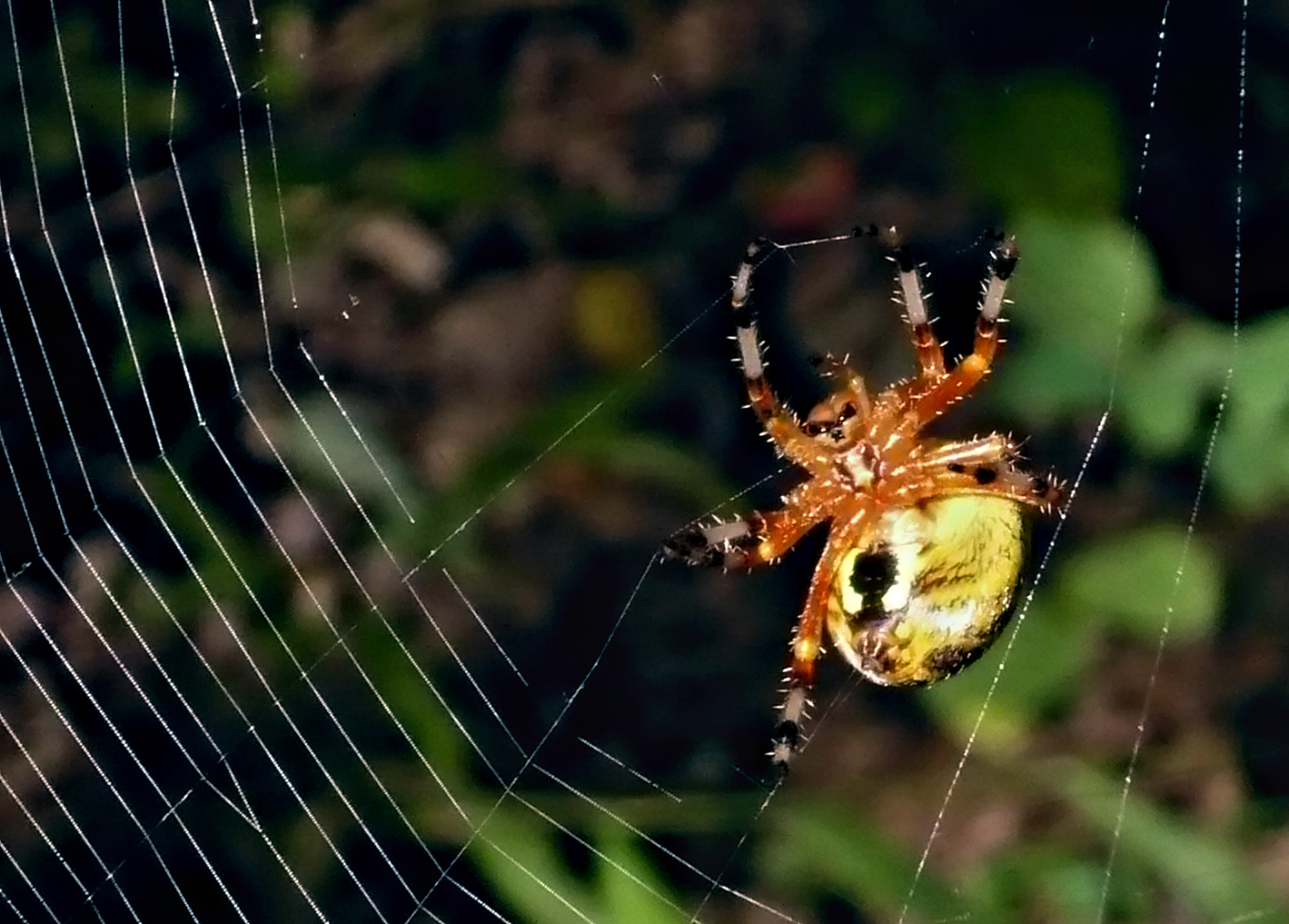